# Domenico Bruni (cantante)
Domenico Bruni (Fratta, 29 febbraio 1758 – Fratta, 17 gennaio 1821) è stato un cantante lirico italiano.
Nato a Fratta (cittadina che in seguito adotterà il nome Umbertide) da una modesta famiglia. Studiò canto a Urbania alle direttive del maestro Paciotti, divenendo quasi subito una celebrità nel suo ramo, tanto che a sedici anni era già una voce affermata della lirica.
Per conservare il suo magnifico timbro vocale fu castrato, secondo un'usanza all'epoca molto diffusa.
Così partì per Roma per esibirsi nei teatri più importanti. Lavorò anche al Teatro San Carlo di Napoli e alla Scala di Milano.
Dal 1787 al 1790, fu in Russia con il maestro di cappella Domenico Cimarosa, al servizio della zarina Caterina II di Russia; nel 1778 cantò al teatro imperiale di San Pietroburgo. Raggiunse l'apice esibendosi a Londra nel 1793, primo tra tutti i lirici italiani.

## Storia e Testamento di Domenico Bruni
- La storia, documenti e il Testamento di Domenico Bruni, su haendel.it. URL consultato l'11 novembre 2007 (archiviato dall'url originale il 24 giugno 2006).